# Símun Samuelsen
Símun Eiler Samuelsen (ur. 21 maja 1985 w Vágur) – farerski piłkarz występujący na pozycjach bocznego pomocnika, obecnie trener drugiego składu klubu HB Tórshavn.

## Kariera klubowa

### Początek kariery
Símun Samuelsen zadebiutował najwyższej lidze Wysp Owczych 19 sierpnia 2001 roku w barwach klubu z rodzinnego miasta VB Vágur. Jego klub osiągnął wówczas czwartą pozycję w tabeli. W kolejnym sezonie ponownie wystąpił w trzech spotkaniach, a także w czternastu drugiego składu, dla którego zdobył trzy bramki. Główna drużyna VB zajęła wówczas siódme miejsce w pierwszoligowej tabeli.
W 2003 roku Samuelsen przeniósł się do GÍ Gøta. Zadebiutował tam 23 marca w wygranym 2:0 meczu fazy grupowej Pucharu Wysp Owczych przeciwko B36 Tórshavn. 1 czerwca strzelił swoją pierwszą w ramach rozgrywek najwyższego poziomu rozgrywek na archipelagu w meczu 4. kolejki przeciwko HB Tórshavn (2:1). Wystąpił również w obu meczach I Rundy Pucharu Intertoto 2003 przeciwko Dacii Kiszyniów. Choć GÍ Gøta zdobył wówczas niską, siódmą pozycję w ligowej tabeli, udało mu się również dostać do finału rozgrywek pucharowych, który przegrał z B36 Tórshavn 1:3. Podczas całego sezonu Símun Samuelsen zdobył 5 bramek w 28 meczach.
Na początku sezonu w 2004 roku Samuelsen powrócił do VB Vágur. Rozegrał w nim 22 mecze i zdobył 6 bramek. Klub zajął siódme miejsce w tabeli ligowej i dotarł do półfinału Pucharu Wysp Owczych, w którym uległ HB Tórshavn 1:3 (1:1, 0:2). Rok później nastąpiła fuzja – VB Vágur połączył się z SÍ Sumba, tworząc VB/Sumba. Samuelsen pozostał w głównym składzie, w którym grał do lipca 2005. Wystąpił w 18 spotkaniach, zdobywając 4 gole.

### ÍBK Keflavík
W sierpniu 2005 roku Símun Samuelsen dołączył do składu islandzkiego klubu ÍBK Keflavík. Zadebiutował 7 sierpnia w ligowym spotkaniu przeciwko Þróttur, wygranym przez jego klub 3:2. Zagrał następnie w kolejnych trzech spotkaniach ligowych, zdobywając jednego gola. Zagrał też w dwóch meczach rundy kwalifikacyjnej Pucharu UEFA 2005/06. Jego klub zajął czwarte miejsce w tabeli Úrvalsdeild 2005. Podczas kolejnego sezonu Samuelsen występował regularnie w barwach klubu, notując 24 spotkania i 5 bramek. Jedna z nich padła w 18. minucie wygranego 4:1 meczu Pucharu Intertoto 2006 przeciwko Dungannon Swifts. ÍBK Keflavík podczas tego sezonu ponownie zajął czwarte miejsce w lidze. Zdobył także Puchar Islandii, pokonując w meczu finałowym Reykjavíkur 2:0.
Od początku roku 2007 Samuelsen był nadal jednym z głównych zawodników ÍBK Keflavík, rozgrywając 18 spotkań i zdobywając 7 bramek. W drugiej połowie roku został wypożyczony do norweskiego Notodden FK, występującego w Adeccoligaen. Zadebiutował tam 9 września w przegranym 1:3 meczu z Moss FK. Pierwszą bramkę zdobył zaś 7 października, kiedy jego drużyna przegrała 1:4 z Hønefoss BK. Jego klub znalazł się na dziewiątym miejscu w tabeli ligowej. Samuelsen w zdobył dla niego łącznie 2 bramki w 8 spotkaniach, w których wystąpił. Po końcu sezonu powrócił na Islandię, gdzie przedłużył swój kontrakt do końca roku 2008.
Sezon 2008 roku Samuelsen zakończył dorobkiem kolejnych 24 spotkań i 5 bramek. Jego klub aż do ostatniej kolejki prowadził w tabeli Úrvalsdeild 2008. W meczu tej kolejki przeciwko Fram Símun Samuelsen zdobył bramkę dającą jego klubowi prowadzenie w około 10 minucie drugiej połowy. Fram zdołał jednak wyrównać, a następnie wyjść na prowadzenie, co przy wyniku 2:0 w spotkaniu FH – Fylkir dało tytuł mistrzowski drużynie z Hafnarfjörður. Mimo że kolejny kontrakt z ÍBK Keflavík miał trwać do końca 2010, rok 2009 był ostatnim sezonem, w którym Samuelsen występował w barwach tej drużyny. Zagrał wówczas w 22 spotkaniach i strzelił 6 bramek. Został także na koniec roku okrzyknięty piłkarzem roku przez kibiców ÍBK.

### HB Tórshavn
W styczniu 2010 roku Símun Samuelsen powrócił na Wyspy Owcze. Według ówczesnych doniesień z nieoficjalnych źródeł miał on zasilić szeregi FC Suðuroy lub prowadzonego przez byłego trenera ÍBK Keflavík, Kristjána Guðmundssona, HB Tórshavn. 18 lutego stał się oficjalnie zawodnikiem drugiej z tych drużyn, po podpisaniu trzyletniego kontraktu. Zadebiutował 14 marca, zdobywając z klubem Superpuchar Wysp Owczych, po zwycięstwie 2:1 nad Víkingurem Gøta. Wystąpił następnie w 29 kolejnych spotkaniach i zdobył 5 bramek, w tym jedyną w wygranym 1:0 rewanżu II rundy kwalifikacyjnej Ligi Mistrzów 2010/11 przeciwko Red Bull Salzburg. Jego nowy klub w ówczesnym sezonie zdobył mistrzostwo Wysp Owczych. W kolejnym roku Samuelsen rozegrał kolejne 29 spotkań i zdobył 11 bramek. Jego klub zajął na miejsce ósme w ligowej tabeli, ostatnie niezagrożone spadkiem do niższej ligi. W 2012 był wciąż jednym z podstawowych zawodników HB Tórshavn – wystąpił we wszystkich 31 meczach, jakie klub ten rozegrał w tamtym sezonie, zdobywając 11 bramek. Wszedł także w skład Drużyny Roku według FSF Føroya. Jego drużyna zajęła trzecie miejsce w Effodeildin i dotarła do półfinału Pucharu Wysp Owczych, ulegając stosunkiem bramek na wyjeździe EB/Streymur.
Zawodnik zaczął kolejny rok ponowie w głównym składzie HB Tórshavn, jednak po 21 spotkaniach, w których strzelił 9 bramek, musiał w sierpniu przerwać występy do końca sezonu wskutek urazu stopy. Jego klub zdobył wówczas mistrzostwo archipelagu. Pomimo kontuzji ponownie włączono go do Drużyny Roku. Powrócił do gry w kwietniu 2014 roku, grał jednak tylko do czerwca i w 14 meczach strzelił jednego gola. W kolejnym roku w barwach HB występował ponownie do czerwca, pojawiając się w kolejnych trzynastu meczach i zdobywając jedną bramkę. Współpracę z drużyną z Tórshavn zakończył po dwóch spotkaniach dla drugiego składu, występującego w 2. deild.

### Schyłek kariery
W lipcu 2015 roku HB Tórshavn zwolniło Samuelsena z kontraktu, pozwalając mu tym samym dołączyć do składu FC Suðuroy. Klub powstał w wyniku reorganizacji VB/Sumba (wcześniej VB Vágur), w którym Samuelsen rozpoczynał karierę piłkarską. Zadebiutował po transferze 9 sierpnia w zremisowanym 2:2 meczu przeciwko TB Tvøroyri. Zagrał później w kolejnych 7 meczach, nie strzelająć ani jednego gola. Jego klub na koniec sezonu znalazł się na dziewiątej pozycji w tabeli, co oznaczało dla niego spadek do niższej klasy rozgrywek.
Przed sezonem 2016 roku zawodnik podpisał kontrakt z AB Argir. Zadebiutował w nowym klubie 3 kwietnia w przegranym 1:2 meczu z B36 Tórshavn. Wystąpił łącznie w 20 spotkaniach i zdobył 2 gole. Klub znalazł się na dziewiątym miejscu Effodeildin 2016 i spadł do 1. deild.
Na przełomie stycznia i lutego 2017 roku HB Tórshavn ogłosiło, że Símun Samuelsen powróci do składu w tym sezonie. Jego ponowny debiut miał miejsce 12 marca podczas pierwszej kolejki Effodeildin, kiedy jego drużyna pokonała 07 Vestur 2:0. Jedną z bramek zdobył Samuelsen. Do końca sezonu wystąpił w 27 meczach i strzelił 6 goli. Jego klub znalazł się na piątym miejscu ligowej tabeli. Podczas kolejnego sezonu Símun Samuelsen ponownie stał się jednym z podstawowych zawodników HB, występując w 29 meczach, w których strzelił 9 bramek. Jego klub zdobył mistrzostwo archipelagu i dotarł do finału Pucharu Wysp Owczych 2018, w którym uległ B36 Tórshavn po rzutach karnych. W sezonie 2019 Samuelsen zagrał w kolejnych 32 meczach i zdobył 10 goli. Jego klub zajął czwarte miejsce w tabeli ligowej, jednak zdobył też Superpuchar Wysp Owczych, w którym Símun strzelił jedyną bramkę, oraz Puchar Wysp Owczych, w którego finale również wpisał się na listę strzelców. Po zakończonym sezonie, w wieku 34 lat Símun Samuelsen podziękował kibicom, ogłaszając zakończenie profesjonalnej kariery piłkarskiej.
W 2020 roku wystąpił jeszcze w 5 spotkaniach drugiego składu AB Argir, zdobywając w nich 2 bramki.

## Kariera reprezentacyjna
Símun Samuelsen reprezentował swój kraj po raz pierwszy w ramach rozgrywek kadry Wysp Owczych U-17. Został powołany w roku 2000, jednak pierwszy raz na boisku pojawił się 1 sierpnia 2001. Jego reprezentacja grała wówczas przeciwko Anglii (1:4), a Samuelsen wystąpił od początku spotkania do 41. minuty. Później zagrał jeszcze w 4 kolejnych meczach, nie zdobywając żadnego gola. 22 października 2002 wystąpił po raz pierwszy w meczu reprezentacji U-19. Było to spotkanie eliminacji Mistrzostw Europy przeciwko Ukrainie (0:6). Łącznie dla tej kadry wystąpił 4 razy, nie strzelając żadnej bramki.
Do seniorskiej reprezentacji Samuelsena powołano po raz pierwszy w 2003 roku. Zadebiutował w wygranym przez Wyspy Owcze meczu towarzyskim z Kazachstanem 27 kwietnia. Pierwszą i jedyną bramkę zdobył 8 października 2005 roku w 93. minucie meczu eliminacji Mistrzostw Świata 2006 przeciwko Izraelowi po błędzie bramkarza. Jego ostatnim meczem było spotkanie przeciwko Szwecji w ramach eliminacji Mistrzostw Świata 2014. Powołano go również na mecze przeciwko Kazachstanowi i Niemcom, jednak nie mógł w nich wystąpić z uwagi na kontuję stopy. Po niej nie powrócił już do narodowej kadry. Łącznie wystąpił w 43 oficjalnych meczach reprezentacji Wysp Owcyzch i 2 nieoficjalnych.
| Mecze i gole w reprezentacji | Mecze i gole w reprezentacji | Mecze i gole w reprezentacji | Mecze i gole w reprezentacji | Mecze i gole w reprezentacji | Mecze i gole w reprezentacji | Mecze i gole w reprezentacji             |
| Lp.                          | Data                         | Miasto                       | Przeciwnik                   | Gol                          | Wynik                        | Rozgrywki                                |
| ---------------------------- | ---------------------------- | ---------------------------- | ---------------------------- | ---------------------------- | ---------------------------- | ---------------------------------------- |
| 1.                           | 27 kwietnia 2003             | Toftir, Wyspy Owcze          | Kazachstan                   |                              | 3:2                          | Mecz towarzyski                          |
|                              | 24 lutego 2004               | Kadyks, Hiszpania            | Luksemburg                   |                              | 4:2                          | Mecz towarzyski (nieuznawany przez FIFA) |
| 2.                           | 7 września 2005              | Tórshavn, Wyspy Owcze        | Izrael                       |                              | 0:2                          | el. MŚ 2006                              |
| 3.                           | 8 października 2005          | Tel Awiw, Izrael             | Izrael                       | Gol                          | 1:2                          | el. MŚ 2006                              |
| 4.                           | 16 sierpnia 2006             | Toftir, Wyspy Owcze          | Gruzja                       |                              | 0:6                          | el. ME 2008                              |
| 5.                           | 2 września 2006              | Glasgow, Szkocja             | Szkocja                      |                              | 0:6                          | el. ME 2008                              |
| 6.                           | 7 października 2006          | Tórshavn, Wyspy Owcze        | Litwa                        |                              | 0:1                          | el. ME 2008                              |
| 7.                           | 11 października 2006         | Montbéliard, Francja         | Francja                      |                              | 0:5                          | el. ME 2008                              |
| 8.                           | 24 marca 2007                | Toftir, Wyspy Owcze          | Ukraina                      |                              | 0:2                          | el. ME 2008                              |
| 9.                           | 28 marca 2007                | Tbilisi, Gruzja              | Gruzja                       |                              | 1:3                          | el. ME 2008                              |
| 10.                          | 2 czerwca 2007               | Tórshavn, Wyspy Owcze        | Włochy                       |                              | 1:2                          | el. ME 2008                              |
| 11.                          | 6 czerwca 2007               | Toftir, Wyspy Owcze          | Szkocja                      |                              | 0:2                          | el. ME 2008                              |
| 12.                          | 12 września 2007             | Kowno, Litwa                 | Litwa                        |                              | 1:2                          | el. ME 2008                              |
| 13.                          | 13 października 2007         | Tórshavn, Wyspy Owcze        | Francja                      |                              | 0:6                          | el. ME 2008                              |
| 14.                          | 17 października 2007         | Kijów, Ukraina               | Ukraina                      |                              | 0:5                          | el. ME 2008                              |
| 15.                          | 21 listopada 2007            | Modena, Włochy               | Włochy                       |                              | 1:3                          | el. ME 2008                              |
| 16.                          | 16 marca 2008                | Kópavogur, Islandia          | Islandia                     |                              | 0:3                          | Mecz towarzyski                          |
| 17.                          | 4 czerwca 2008               | Tallinn, Estonia             | Estonia                      |                              | 3:4                          | Mecz towarzyski                          |
| 18.                          | 20 sierpnia 2008             | Aveiro, Portugalia           | Portugalia                   |                              | 0:5                          | Mecz towarzyski                          |
| 19.                          | 6 września 2008              | Belgrad, Serbia              | Serbia                       |                              | 0:2                          | el. MŚ 2010                              |
| 20.                          | 10 września 2008             | Tórshavn, Wyspy Owcze        | Rumunia                      |                              | 0:1                          | el. MŚ 2010                              |
| 21.                          | 15 października 2008         | Kowno, Litwa                 | Litwa                        |                              | 0:1                          | el. MŚ 2010                              |
| 22.                          | 22 marca 2009                | Kópavogur, Islandia          | Islandia                     |                              | 2:1                          | Mecz towarzyski                          |
| 23.                          | 10 czerwca 2009              | Tórshavn, Wyspy Owcze        | Serbia                       |                              | 0:2                          | el. MŚ 2010                              |
| 24.                          | 12 sierpnia 2009             | Tórshavn, Wyspy Owcze        | Francja                      |                              | 0:1                          | el. MŚ 2010                              |
| 25.                          | 5 września 2009              | Graz, Austria                | Austria                      |                              | 1:3                          | el. MŚ 2010                              |
| 26.                          | 9 września 2009              | Toftir, Wyspy Owcze          | Litwa                        |                              | 2:1                          | el. MŚ 2010                              |
| 27.                          | 14 października 2009         | Piatra Neamț, Rumunia        | Rumunia                      |                              | 1:3                          | el. MŚ 2010                              |
| 28.                          | 21 marca 2010                | Kópavogur, Islandia          | Islandia                     |                              | 0:2                          | Mecz towarzyski                          |
| 29.                          | 4 czerwca 2010               | Hesperange, Luksemburg       | Luksemburg                   |                              | 0:0                          | Mecz towarzyski                          |
| 30.                          | 11 sierpnia 2010             | Tallinn, Estonia             | Estonia                      |                              | 1:2                          | el. ME 2012                              |
| 31.                          | 3 września 2010              | Tórshavn, Wyspy Owcze        | Serbia                       |                              | 0:3                          | el. ME 2012                              |
| 32.                          | 7 września 2010              | Firenze, Włochy              | Włochy                       |                              | 0:5                          | el. ME 2012                              |
| 33.                          | 12 października 2010         | Toftir, Wyspy Owcze          | Irlandia Północna            |                              | 1:1                          | el. ME 2012                              |
| 34.                          | 7 czerwca 2011               | Toftir, Wyspy Owcze          | Estonia                      |                              | 2:0                          | el. ME 2012                              |
| 35.                          | 2 września 2011              | Tórshavn, Wyspy Owcze        | Włochy                       |                              | 0:1                          | el. ME 2012                              |
| 36.                          | 6 września 2011              | Belgrad, Serbia              | Serbia                       |                              | 1:3                          | el. ME 2012                              |
| 37.                          | 15 sierpnia 2012             | Reykjavík, Islandia          | Islandia                     |                              | 0:2                          | Mecz towarzyski                          |
| 38.                          | 7 września 2012              | Hanower, Niemcy              | Niemcy                       |                              | 0:3                          | el. MŚ 2014                              |
| 39.                          | 12 października 2012         | Tórshavn, Wyspy Owcze        | Szwecja                      |                              | 1:2                          | el. MŚ 2014                              |
| 40.                          | 16 października 2012         | Tórshavn, Wyspy Owcze        | Irlandia                     |                              | 1:4                          | el. MŚ 2014                              |
|                              | 24 lutego 2013               | Bangkok, Tajlandia           | Tajlandia                    |                              | 0:2                          | Mecz towarzyski (nieuznawany przez FIFA) |
| 41.                          | 22 marca 2013                | Wiedeń, Austria              | Austria                      |                              | 0:6                          | el. MŚ 2014                              |
| 42.                          | 7 czerwca 2013               | Dublin, Irlandia             | Irlandia                     |                              | 0:3                          | el. MŚ 2014                              |
| 43.                          | 11 czerwca 2013              | Sztokholm, Szwecja           | Szwecja                      |                              | 0:2                          | el. MŚ 2014                              |

## Kariera trenerska
W 2015 roku Símun Samuelsen był grającym asystentem trenera klubu HB Tórshavn.
Po zakończeniu kariery piłkarskiej zawodnik podjął pracę, jako jeden z dwóch głównych szkoleniówców klubu AB Argir. Jemu i Tonny’emu Brimsvíkowi nie udało się uchronić klubu przed barażami po zajęciu przedostatniego miejsca w tabeli i w ich efekcie spadkiem do niższej klasy rozgrywek. Na dwa mecze przed końcem sezonu władze zdecydowały się rozwiązać umowę z Samuelsenem i dokończyć sezon z drugim trenerem oraz wspierającym go Rógvim Poulsenem.
4 grudnia 2020 roku HB Tórshavn ogłosił, że Símun Samuelsen zostanie od 2021 roku trenerem drużyny rezerwowej.

## Osiągnięcia

### Drużynowe
- Mistrzostwo Wysp Owczych: 2010, 2013, 2018
- Puchar Wysp Owczych:
  - Zdobywca: 2019
  - Finalista: 2003, 2014, 2018
- Superpuchar Wysp Owczych: 2010, 2019
- Puchar Islandii: 2006

### Indywidualne
- Najlepszy piłkarz ÍBK Keflavík: 2009
- Drużyna roku Effodeildin: 2012, 2013

## Statystyki
| Sezon | Klub         | Liga            | Liga  | Liga   | Liga         | Liga            | Puchary krajowe | Puchary krajowe | Puchary krajowe | Puchary krajowe | Puchary europejskie | Puchary europejskie | Puchary europejskie | Puchary europejskie | Suma  | Suma   | Suma         | Suma            |
| Sezon | Klub         | Liga            | Mecze | Bramki | Kartki       | Kartki          | Mecze           | Bramki          | Kartki          | Kartki          | Mecze               | Bramki              | Kartki              | Kartki              | Mecze | Bramki | Kartki       | Kartki          |
| Sezon | Klub         | Liga            | Mecze | Bramki | Żółte kartki | Czerwone kartki | Mecze           | Bramki          | Żółte kartki    | Czerwone kartki | Mecze               | Bramki              | Żółte kartki        | Czerwone kartki     | Mecze | Bramki | Żółte kartki | Czerwone kartki |
| ----- | ------------ | --------------- | ----- | ------ | ------------ | --------------- | --------------- | --------------- | --------------- | --------------- | ------------------- | ------------------- | ------------------- | ------------------- | ----- | ------ | ------------ | --------------- |
| 2001  | VB Vágur     | 1.deild         | 3     | 0      | 1            | 0               | 0               | 0               | 0               | 0               | 0                   | 0                   | 0                   | 0                   | 3     | 0      | 1            | 0               |
| 2002  | VB Vágur     | 1.deild         | 3     | 0      | 0            | 0               | 0               | 0               | 0               | 0               | –                   | –                   | –                   | –                   | 3     | 0      | 0            | 0               |
| 2002  | VB Vágur     | 2.deild         | 14    | 3      | 1            | 1               | –               | –               | –               | –               | –                   | –                   | –                   | –                   | 14    | 3      | 1            | 1               |
| 2003  | GÍ Gøta      | 1.deild         | 16    | 4      | 2            | 0               | 10              | 1               | 1               | 0               | 2                   | 0                   | 0                   | 0                   | 28    | 5      | 3            | 0               |
| 2004  | VB Vágur     | 1.deild         | 15    | 5      | 2            | 0               | 7               | 1               | 1               | 0               | –                   | –                   | –                   | –                   | 22    | 6      | 3            | 0               |
| 2005  | VB/Sumba     | Formuladeildin  | 17    | 4      | 2            | 0               | 1               | 0               | 1               | 0               | –                   | –                   | –                   | –                   | 18    | 4      | 3            | 0               |
| 2005  | ÍBK Keflavík | Úrvalsdeild     | 4     | 1      |              |                 | 0               | 0               |                 |                 | 2                   | 0                   |                     |                     | 6     | 1      |              |                 |
| 2006  | ÍBK Keflavík | Úrvalsdeild     | 16    | 3      |              |                 | 4               | 1               |                 |                 | 4                   | 1                   |                     |                     | 24    | 5      |              |                 |
| 2007  | ÍBK Keflavík | Úrvalsdeild     | 14    | 6      |              |                 | 2               | 0               |                 |                 | 2                   | 1                   |                     |                     | 18    | 7      |              |                 |
| 2007  | Notodden FK  | Adeccoligaen    | 8     | 2      |              |                 | 0               | 0               |                 |                 | –                   | –                   | –                   | –                   | 8     | 2      |              |                 |
| 2008  | ÍBK Keflavík | Úrvalsdeild     | 21    | 5      |              |                 | 3               | 0               |                 |                 | –                   | –                   | –                   | –                   | 24    | 5      |              |                 |
| 2009  | ÍBK Keflavík | Úrvalsdeild     | 18    | 3      |              |                 | 2               | 3               |                 |                 | 2                   | 0                   |                     |                     | 22    | 6      |              |                 |
| 2010  | HB Tórshavn  | Vodafonedeildin | 26    | 4      | 6            | 0               | 2               | 0               | 0               | 0               | 2                   | 1                   | 1                   | 0                   | 30    | 5      | 7            | 0               |
| 2011  | HB Tórshavn  | Vodafonedeildin | 25    | 11     | 2            | 0               | 2               | 0               | 0               | 0               | 2                   | 0                   | 0                   | 0                   | 29    | 11     | 2            | 0               |
| 2012  | HB Tórshavn  | Effodeildin     | 27    | 8      | 4            | 0               | 4               | 3               | 0               | 0               | –                   | –                   | –                   | –                   | 31    | 11     | 4            | 0               |
| 2013  | HB Tórshavn  | Effodeildin     | 19    | 9      | 5            | 0               | 1               | 0               | 0               | 0               | 1                   | 0                   | 0                   | 0                   | 21    | 9      | 5            | 0               |
| 2014  | HB Tórshavn  | Effodeildin     | 11    | 1      | 0            | 0               | 3               | 0               | 0               | 0               | 0                   | 0                   | 0                   | 0                   | 14    | 1      | 0            | 0               |
| 2015  | HB Tórshavn  | Effodeildin     | 10    | 1      | 2            | 0               | 3               | 0               | 2               | 0               | 0                   | 0                   | 0                   | 0                   | 13    | 1      | 4            | 0               |
| 2015  | HB Tórshavn  | 2.deild         | 2     | 0      | 1            | 0               | –               | –               | –               | –               | –                   | –                   | –                   | –                   | 2     | 0      | 1            | 0               |
| 2015  | FC Suðuroy   | Effodeildin     | 8     | 0      | 2            | 0               | 0               | 0               | 0               | 0               | –                   | –                   | –                   | –                   | 8     | 0      | 2            | 0               |
| 2016  | AB Argir     | Effodeildin     | 19    | 2      | 5            | 0               | 1               | 0               | 0               | 0               | –                   | –                   | –                   | –                   | 20    | 2      | 5            | 0               |
| 2017  | HB Tórshavn  | Effodeildin     | 23    | 2      | 3            | 0               | 4               | 4               | 1               | 0               | –                   | –                   | –                   | –                   | 27    | 6      | 4            | 0               |
| 2018  | HB Tórshavn  | Betrideildin    | 25    | 9      | 7            | 0               | 4               | 0               | 0               | 0               | –                   | –                   | –                   | –                   | 29    | 9      | 7            | 0               |
| 2019  | HB Tórshavn  | Betrideildin    | 22    | 5      | 9            | 0               | 6               | 5               | 1               | 0               | 4                   | 0                   | 1                   | 0                   | 32    | 10     | 11           | 0               |
| 2020  | AB II Argir  | 1.deild         | 5     | 2      | 2            | 1               | –               | –               | –               | –               | –                   | –                   | –                   | –                   | 5     | 2      | 2            | 1               |
| Razem | VB Vágur     | 1.deild         | 21    | 5      | 3            | 0               | 7               | 1               | 1               | 0               | 0                   | 0                   | 0                   | 0                   | 28    | 6      | 4            | 0               |
| Razem | VB Vágur     | 2.deild         | 14    | 3      | 1            | 0               | –               | –               | –               | –               | –                   | –                   | –                   | –                   | 14    | 3      | 1            | 0               |
| Razem | GÍ Gøta      | 1.deild         | 16    | 4      | 2            | 0               | 10              | 1               | 1               | 0               | 2                   | 0                   | 0                   | 0                   | 28    | 5      | 3            | 0               |
| Razem | VB/Sumba     | 1.deild         | 17    | 4      | 2            | 0               | 1               | 0               | 1               | 0               | –                   | –                   | –                   | –                   | 18    | 4      | 3            | 0               |
| Razem | ÍBK Keflavík | Úrvalsdeild     | 73    | 18     |              |                 | 11              | 4               |                 |                 | 10                  | 2                   |                     |                     | 94    | 24     |              |                 |
| Razem | Notodden FK  | Adeccoligaen    | 8     | 2      |              |                 | 0               | 0               |                 |                 | –                   | –                   | –                   | –                   | 8     | 2      |              |                 |
| Razem | HB Tórshavn  | Betrideildin    | 188   | 50     | 38           | 0               | 29              | 12              | 4               | 0               | 9                   | 1                   | 2                   | 0                   | 226   | 63     | 44           | 0               |
| Razem | HB Tórshavn  | 2.deild         | 2     | 0      | 1            | 0               | –               | –               | –               | –               | –                   | –                   | –                   | –                   | 2     | 0      | 1            | 0               |
| Razem | FC Suðuroy   | Betrideildin    | 8     | 0      | 2            | 0               | 0               | 0               | 0               | 0               | –                   | –                   | –                   | –                   | 8     | 0      | 2            | 0               |
| Razem | AB Argir     | Betrideildin    | 19    | 2      | 5            | 0               | 1               | 0               | 0               | 0               | –                   | –                   | –                   | –                   | 20    | 2      | 5            | 0               |
| Razem | AB Argir     | 1.deild         | 5     | 2      | 2            | 1               | –               | –               | –               | –               | –                   | –                   | –                   | –                   | 5     | 2      | 2            | 1               |
|       |              | Łącznie         | 371   | 90     | 56           | 2               | 59              | 18              | 7               | 0               | 21                  | 3                   | 2                   | 0                   | 451   | 111    | 65           | 2               |